# Keith Richards (attore)
Keith Richards (Pittsburgh, 18 luglio 1915 – Los Angeles, 23 marzo 1987) è stato un attore statunitense.
Recitò dal 1938 al 1962 in oltre cento film e dal 1950 al 1964 in oltre 70 produzioni televisive. È stato accreditato anche con i nomi Keith Huish e Keith Richard.

## Biografia
Keith Richards nacque a Pittsburgh, in Pennsylvania, il 18 luglio 1915. Per gli schermi televisivi vanta una lunga serie di partecipazioni a serie televisive. Interpretò tra gli altri, lo sceriffo Pat Garrett in 3 episodi della serie Buffalo Bill, Jr. dal 1955 al 1956 e inanellò molte altre partecipazioni dagli anni '50 agli anni '90 in veste di guest star o di interprete di personaggi perlopiù minori in numerosi episodi. Partecipò negli anni '50 nelle principali serie televisive western del periodo, genere che riprese anche al cinema più volte in moltissimi ruoli di sostegno. Terminò la carriera televisiva interpretando Jim nell'episodio God of Love della serie The Fisher Family che fu mandato in onda il 19 aprile 1964, mentre per il grande schermo l'ultima interpretazione risale al film Incident in an Alley del 1962. Morì a Los Angeles, in California, il 23 marzo 1987 e fu seppellito al Forest Lawn Memorial Park di Glendale.

## Filmografia

### Cinema
- Ho ritrovato il mio amore (I Met My Love Again), regia di Joshua Logan e Arthur Ripley (1938)
- Meet the Wildcat (1940)
- Una notte a Lisbona (One Night in Lisbon), regia di Edward H. Griffith (1941)
- La vedova di West Point (West Point Widow), regia di Robert Siodmak (1941)
- Buy Me That Town (1941)
- Nothing but the Truth (1941)
- Birth of the Blues (1941)
- New York Town, regia di Charles Vidor (1941)
- Secrets of the Wasteland, regia di Derwin Abrahams (1941)
- Skylark (1941)
- Night of January 16th (1941)
- Among the Living (1941)
- Il Re della Louisiana (Louisiana Purchase) (1941)
- Pacific Blackout (1941)
- Il segreto sulla carne (The Lady Has Plans) (1942)
- Vento selvaggio (Reap the Wild Wind) (1942)
- Segretario a mezzanotte (Take a Letter, Darling) (1942)
- Al di là dell'orizzonte (Beyond the Blue Horizon) (1942)
- Night in New Orleans (1942)
- Priorities on Parade (1942)
- La taverna dell'allegria (Holiday Inn) (1942)
- L'isola della gloria (Wake Island) (1942)
- A Letter from Bataan (1942)
- Street of Chance (1942)
- Presi tra le fiamme (The Forest Rangers) (1942)
- Ritrovarsi (The Palm Beach Story) (1942)
- Il disertore (Lucky Jordan) (1942)
- Signorine, non guardate i marinai (Star Spangled Rhythm) (1942)
- Non c'è tempo per l'amore (No Time for Love) (1943)
- Aerial Gunner (1943)
- Henry Aldrich Gets Glamour (1943)
- Alaska Highway (1943)
- Sorelle in armi (So Proudly We Hail!) (1943)
- Il miracolo del villaggio (The Miracle of Morgan's Creek) (1944)
- The Great Moment (1944)
- Lost City of the Jungle (1946)
- Danger Woman (1946)
- The Mysterious Mr. M (1946)
- La magnifica bambola (Magnificent Doll) (1946)
- Una celebre canaglia (Swell Guy) (1946)
- Heldorado (1946)
- That Brennan Girl (1946)
- Queen of the Amazons (1947)
- Calendar Girl, regia di Allan Dwan (1947)
- Hit Parade of 1947 (1947)
- Seven Were Saved (1947)
- Twilight on the Rio Grande (1947)
- Big Town (1947)
- The Case of the Baby Sitter (1947)
- Il ritorno di Jess il bandito (Jesse James Rides Again) (1947)
- The Black Widow (1947)
- La strada del carcere (Road to the Big House) (1947)
- Where the North Begins (1947)
- The Gay Ranchero (1948)
- Mr. Reckless (1948)
- La quercia dei giganti (Tap Roots) (1948)
- Sons of Adventure (1948)
- La grande minaccia (Walk a Crooked Mile) (1948)
- Dynamite (1949)
- Shadows of the West (1949)
- Duke of Chicago (1949)
- El Paso (1949)
- Trails End (1949)
- Flaming Fury (1949)
- The James Brothers of Missouri (1949)
- Sansone e Dalila (Samson and Delilah) (1949)
- The Blonde Bandit (1950)
- Capitan Cina (Captain China) (1950)
- I dannati non piangono (The Damned Don't Cry) (1950)
- The Invisible Monster (1950)
- North of the Great Divide (1950)
- The Du Pont Story (1950)
- Il sottomarino fantasma (Mystery Submarine) (1950)
- Spoilers of the Plains (1951)
- Marmittoni al fronte (Up Front) (1951)
- Tales of Robin Hood (1951)
- Quando i mondi si scontrano (When Worlds Collide) (1951)
- Il più grande spettacolo del mondo (The Greatest Show on Earth) (1952)
- Banditi senza mitra (Loan Shark) (1952)
- Perdonami se mi ami (Because of You) (1952)
- L'urlo della foresta (The Blazing Forest) (1952)
- Polizia militare (Off Limits) (1953)
- Dollari falsi per un assassino (Rebel City) (1953)
- The Great Adventures of Captain Kidd (1953)
- I fratelli senza paura (All the Brothers Were Valiant) (1953)
- Born in Freedom: The Story of Colonel Drake (1954)
- La grande notte di Casanova (Casanova's Big Night) (1954)
- Il mostro delle nebbie (The Mad Magician) (1954)
- Il tesoro di Capitan Kidd (Captain Kidd and the Slave Girl), regia di Lew Landers (1954)
- The Snow Creature (1954)
- Day of Triumph (1954)
- King of the Carnival (1955)
- Gunpoint: terra che scotta (At Gunpoint) (1955)
- Mondo senza fine (World Without End) (1956)
- I dieci comandamenti (The Ten Commandments) (1956)
- Yaqui Drums (1956)
- La ragazza che ho lasciato (The Girl He Left Behind) (1956)
- The Book of Acts Series (1957)
- Ragazze senza nome (Untamed Youth) (1957)
- La storia di Buster Keaton (The Buster Keaton Story) (1957)
- L'urlo di guerra degli apaches (Ambush at Cimarron Pass) (1958)
- Domani m'impiccheranno (Good Day for a Hanging) (1959)
- The Gambler Wore a Gun (1961)
- Incident in an Alley (1962)

### Televisione
- Il cavaliere solitario (The Lone Ranger) – serie TV, 5 episodi (1949-1957)
- The Magnavox Theatre – serie TV, un episodio (1950)
- Squadra mobile (Racket Squad) – serie TV, 2 episodi (1951-1953)
- Le avventure di Gene Autry (The Gene Autry Show) – serie TV, 4 episodi (1951-1955)
- Cisco Kid (The Cisco Kid) – serie TV, 14 episodi (1951-1956)
- The Living Christ Series (1951)
- Le inchieste di Boston Blackie (Boston Blackie) – serie TV, episodio 1x16 (1951)
- Hopalong Cassidy – serie TV, 3 episodi (1952-1954)
- Roy Rogers (The Roy Rogers Show) – serie TV, 5 episodi (1952-1956)
- Sky King – serie TV, 2 episodi (1952-1958)
- Le avventure di Rex Rider (The Range Rider) – serie TV, 2 episodi (1952)
- Missione pericolosa (Dangerous Assignment) – serie TV, un episodio (1952)
- Gang Busters – serie TV, un episodio (1952)
- The Adventures of Kit Carson – serie TV, 2 episodi (1952)
- Biff Baker, U.S.A. – serie TV, un episodio (1952)
- The Living Bible – serie TV (1952)
- Terry and the Pirates – serie TV, un episodio (1952)
- Death Valley Days – serie TV, 2 episodi (1953-1954)
- Wild Bill Hickok (Adventures of Wild Bill Hickok) – serie TV, 3 episodi (1953-1955)
- I'm the Law – serie TV, un episodio (1953)
- Gianni e Pinotto (The Abbott and Costello Show) – serie TV, episodio 2x16 (1954)
- Stories of the Century – serie TV, 2 episodi (1954-1955)
- Four Star Playhouse – serie TV, 2 episodi (1954-1956)
- Annie Oakley – serie TV, 6 episodi (1954-1956)
- Adventures of Superman – serie TV, 3 episodi (1954-1958)
- Cavalcade of America – serie TV, 2 episodi (1954)
- Buffalo Bill, Jr. – serie TV, 3 episodi (1955-1956)
- Le leggendarie imprese di Wyatt Earp (The Life and Legend of Wyatt Earp) – serie TV, 5 episodi (1955-1959)
- The Man Behind the Badge – serie TV, un episodio (1955)
- Commando Cody: Sky Marshal of the Universe – serie TV, 2 episodi (1955)
- Penna di Falco, capo cheyenne (Brave Eagle) – serie TV, episodio 1x01 (1955)
- Furia (Fury) – serie TV, un episodio (1955)
- Le avventure di Campione (The Adventures of Champion) – serie TV, episodi 1x10-1x15 (1955)
- Judge Roy Bean – serie TV, 3 episodi (1956)
- Il sergente Preston (Sergeant Preston of the Yukon) – serie TV, un episodio (1956)
- The Adventures of Dr. Fu Manchu – serie TV, un episodio (1956)
- Il conte di Montecristo (The Count of Monte Cristo) – serie TV, un episodio (1956)
- La pattuglia della strada (Highway Patrol) – serie TV, 2 episodi (1957-1958)
- Le avventure di Rin Tin Tin (The Adventures of Rin Tin Tin) – serie TV, 2 episodi (1957-1959)
- Scienza e fantasia (Science Fiction Theatre) – serie TV, episodio 2x35 (1957)
- Soldiers of Fortune – serie TV, un episodio (1957)
- Men of Annapolis – serie TV, episodi 1x17-1x32 (1957)
- Tombstone Territory – serie TV, un episodio (1957)
- The Rough Riders – serie TV, 2 episodi (1958-1959)
- L'uomo ombra (The Thin Man) – serie TV, episodio 1x28 (1958)
- Tales of Wells Fargo – serie TV, 3 episodi (1958-1960)
- Indirizzo permanente (77 Sunset Strip) – serie TV, 4 episodi (1958-1961)
- The Lineup – serie TV, un episodio (1958)
- Avventure in fondo al mare (Sea Hunt) – serie TV, un episodio (1958)
- Sugarfoot – serie TV, un episodio (1958)
- Trackdown – serie TV, un episodio (1958)
- Tales of the Texas Rangers – serie TV, un episodio (1958)
- Lassie – serie TV, un episodio (1958)
- Behind Closed Doors – serie TV, un episodio (1958)
- Cimarron City – serie TV, episodio 1x19 (1959)
- The Donna Reed Show – serie TV, un episodio (1959)
- Bat Masterson – serie TV, un episodio (1959)
- Perry Mason – serie TV, un episodio (1959)
- World of Giants – serie TV, un episodio (1959)
- Tightrope – serie TV, episodio 1x06 (1959)
- Man with a Camera – serie TV, un episodio (1959)
- Markham – serie TV, un episodio (1959)
- Cheyenne – serie TV, un episodio (1960)
- The Rebel – serie TV, un episodio (1960)
- The Alaskans – serie TV, episodio 1x27 (1960)
- The Roaring 20's – serie TV, un episodio (1960)
- Assignment: Underwater – serie TV, un episodio (1960)
- Bronco – serie TV, 2 episodi (1961-1962)
- Bonanza – serie TV, 3 episodi (1961-1962)
- Gli intoccabili (The Untouchables) – serie TV, un episodio (1961)
- The Brothers Brannagan – serie TV, un episodio (1961)
- Lawman – serie TV, un episodio (1961)
- The Deputy – serie TV, un episodio (1961)
- Whispering Smith – serie TV, episodio 1x05 (1961)
- Carovane verso il West (Wagon Train) – serie TV, 2 episodi (1962-1963)
- Everglades – serie TV, episodio 1x13 (1962)
- Laramie – serie TV, un episodio (1962)
- The Fisher Family – serie TV, un episodio (1964)